# Ewald Andersen
 Der er for få eller ingen kildehenvisninger i denne artikel, hvilket er et problem. Du kan hjælpe ved at angive troværdige kilder til de påstande, som fremføres i artiklen.

Ewald Andersen (født 25. april 1924, død ca. 2000-2001[kilde mangler]) var en dansk fløjtenist og kongelig kapelmusikus.
Ewald Andersen voksede op i en københavnsk baggård og trådte sine musikalske barnesko i Tivoligarden. Han studerede på Musikkonservatoriet under fløjtemesteren Holger Gilbert-Jespersen. Ewald Andersen spillede igennem hele sin professionelle karriere på en Haynes fløjte, og indspillede sammen med sine kolleger musik til adskillige film og TV-serier. 
Andersen blev ansat i Det Kongelige Kapel i 1943, bare 19 år gammel, hvor han spillede 2. fløjte gennem hele sin karriere. Han blev meget gode venner med Preben Rasmussen, ligeledes fløjtenist og ansat i kapellet fra 1947. De to spillede sammen frem til Ewald Andersens pension og fortsatte det tætte venskab frem til hans død.

## Undervisning
Fra omkring 1980 underviste Andersen mange elever i tværfløjte på Vidar Skolen i Gentofte. Han var kendt som en vellidt lærer, berømt for sit positive sind, sin lattermildhed og for at skabe en afslappet atmosfære under undervisningen. Han var aktiv som underviser i sit og Ethels hjem på Frøslevvej, frem til få år før sin død.

## Familie
Andersen var gift med sin kusine Ethel Andersen. Sammen fik de to døtre.

## Død
Ewald Andersen sov stille ind i sit hjem i Rødovre omkring år 2000-2001[kilde mangler].